# Upplands runinskrifter 637
Upplands runinskrifter 637 är en vikingatida runsten av granit i Låddersta, Kalmar socken och Håbo kommun. Runstenen är 1,65 meter hög och 0,8 meter bred. Runhöjden är 9-10 centimeter. Stenen var länge försvunnen men en del återfanns i samband med plöjning 1904. Den högra halvan saknas alltjämt.

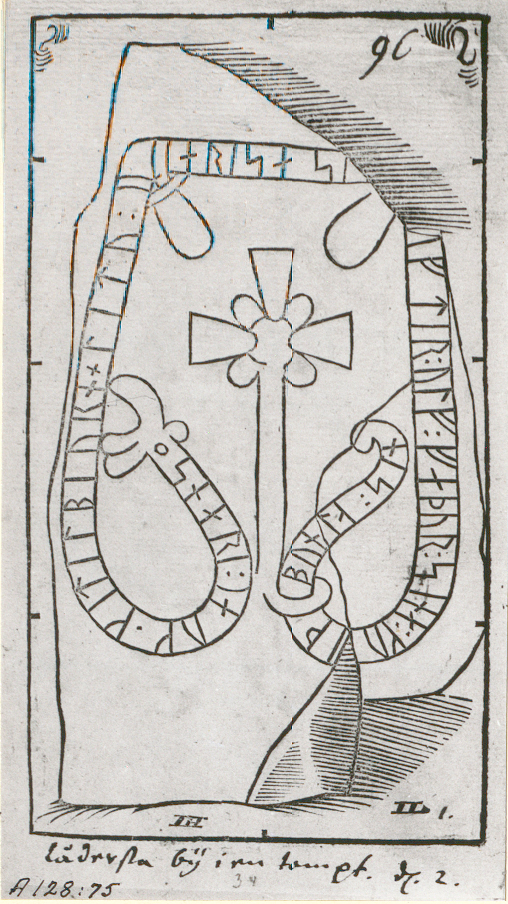
U 637 på en avbildning från 1600-talet.

## Inskriften
Translitterering av runraden:
snari : auk : kitilbiurn : litu : aris[a s-... iftir : ulf : faþur : sina :  ku-]iþ :  bun[(t)a : sin]
Normalisering till runsvenska:
Snari ok Kætilbiorn letu ræisa s[tæin] æftiʀ Ulf, faður sinn, [ok] Gy[r]iðr [æftiʀ] bonda sinn.
Översättning till nusvenska:
Snare och Kättilbjörn läto resa stenen efter Ulv, sin fader, och Gyrid efter sin man.